# Jill Flint
Jill Flint (Cherry Valley, Nueva York, 25 de noviembre de 1977) es una actriz de cine y televisión estadounidense, conocida sobre todo por su papel como Jill Casey en la serie norteamericana Royal Pains. A la fecha, tiene un papel recurrente como la agente de la FBI Lana Delaney, en la serie The Good Wife, y protagoniza la serie médica Night Shift desde 2014, interpretando a la doctora de urgencias Jordan.

## Carrera
Jill Flint se mudó a Nueva York cuando tenía 17 años y comenzó a estudiar clases de actuación en el "William Esper Studio". Flint ha aparecido en varias películas; la más reciente, Cadillac Records, junto a Adrien Brody, Jeffrey Wright y Beyoncé Knowles, y The Women, en el 2008, junto a las estrellas Meg Ryan, Annette Bening, Eva Mendes y Debra Messing. También trabajó en How I Got Lost, con Rosemarie DeWitt. Protagonizó la serie Royal Pains, como Jill Casey, y tiene un personaje recurrente como la agente federal Lana Delaney en la serie televisiva de la CBS The Good Wife.
Desde 2014 interpreta a la doctora de urgencias Jordan en la serie de médicos militares Night Shift.

## Vida personal
En una entrevista para Royal Pains, Flint explicó que ella nunca obtuvo su licencia de conducir y es considerada la oveja negra de la familia, ya que tanto su padre como su hermano son pilotos de carreras.

## Filmografía
| Año  | Título                 | Papel                 | Notas         |
| ---- | ---------------------- | --------------------- | ------------- |
| 2004 | Garden State           | Muchacha desagradable |               |
| 2006 | Johnny Montana         | Mujer del elevador    | No acreditada |
| 2007 | On Broadway            | Kate O'Toole          |               |
| 2008 | What Just Happened     | Secretaria de Lou     | No acreditada |
| 2008 | Blue Blood             | Kara                  |               |
| 2008 | The Women              | Annie                 |               |
| 2008 | Cadillac Records       | Shelly Feder          |               |
| 2009 | How I Got Lost         | Vincent               |               |
| 2010 | Fake                   | Kelly Monaghan        |               |
| 2012 | The Amazing Spider-Man | Recepcionista         |               |
| 2018 | The Mule               | Pam                   |               |
| TBA  | Grey Elephant          | Lucy                  |               |

| Año              | Título                       | Papel                      | Notas                                                      |
| ---------------- | ---------------------------- | -------------------------- | ---------------------------------------------------------- |
| 2005             | Law & Order: Trial by Jury   | Karen Masters              | Episodio: "The Abominable Showman"                         |
| 2006             | Conviction                   | Lisa Sandorff              | 3 Episodios                                                |
| 2006             | Law & Order: Criminal Intent | Trisha                     | Episodio: "The War at Home"                                |
| 2007             | Six Degrees                  | Lisa Crane                 | Recurrente. 5 Episodios                                    |
| 2007- 2009       | Gossip Girl                  | Bex                        | 4 Episodios                                                |
| 2008             | Blue Blood                   | Kara                       | Película de televisión                                     |
| 2009             | Nurse Jackie                 | Melissa Greenfield         | 4 episodios                                                |
| 2009– 2014       | The Good Wife                | Lana Delaney               | 12 episodios                                               |
| 2009– 2012, 2016 | Royal Pains                  | Jill Casey                 | Personaje principal. 49 Episodios. Recurrente. 4 Episodios |
| 2010             | Mercy                        | Simone Sands               | 3 Episodios                                                |
| 2012             | CSI: Miami                   | Elle Toring                | Episodio: "Last Straw"                                     |
| 2013             | Elementary                   | Alysa Darvin / Elle Basten | Episodio: "Snow Angels"                                    |
| 2014-2017        | The Night Shift              | Dr. Jordan Alexander       | Personaje principal. 45 Episodios                          |
| 2016-2017        | Bull                         | Diana Lindsay              | 6 Episodios                                                |